# Animali che attraversano la strada
Animali che attraversano la strada è un film del 2000 diretto da Isabella Sandri, con Francesca Rallo nel ruolo della giovane protagonista.

## Trama
A Roma, l'adolescente Martina compie una serie di piccoli furti insieme al suo ragazzo Sciù, mentre l'assistente sociale Giovanni cerca di convincerla a costruirsi un futuro onesto attraverso lo studio. La poliziotta Fiammetta, ex compagna di Giovanni, indaga su un traffico di droga gestito da Alì, proprietario di un centro sauna, dove la madre di Martina, Susanna, lavora come prostituta. Alì cerca di coinvolgere anche Martina nel giro illecito, mentre la ragazzina vorrebbe che l'uomo diventasse per lei un padre.